# Trò chơi âm nhạc (nhượng quyền)
Trò chơi âm nhạc là một chương trình trò chơi, được phát sóng lần lần đầu vào năm 2002, các chôm thi về sau đều dựa theo bản gốc, các nhà vô địch của cuộc thi sẽ nhận được một giải thưởng tiền mặt. Cuộc thi ngày nay chỉ bao gồm 3 phiên bản là vẫn được phát sóng, số còn lại đã ngưng phát sóng.

## Phiên bản Quốc tế
Vẫn phát sóng
     Ngưng phát sóng
| Quốc gia       | Tên                                                   | Dẫn chương trình                   | Kênh                         | Công chiếu | Số mùa |
| -------------- | ----------------------------------------------------- | ---------------------------------- | ---------------------------- | ---------- | ------ |
| Algeria        | اسمع صوتك (Essma3 Saoutek)                            | Brahim Ghazali                     | Lina TV                      | 2020-nay   | 1      |
| Austria        | Sing & Win                                            | Rainhard Fendrich                  | ATV                          | 2008       | 1      |
| Canada         | Don't Forget the Lyrics!                              | Mitchel Musso                      | MuchMore                     |            |        |
| Canada         | On connaît la chanson!                                | Mario Tessier                      | TVA                          | 2011       | 1      |
| Chile          | No te olvides de la Canción!!                         | Rafael Araneda                     | Chilevisión                  |            |        |
| Croatia        | Ne zaboravi stihove!                                  | Igor Mešin                         | Nova TV                      | 2008       | 1      |
| DEN            | Så det synger                                         | Michael Carøe                      | TV2                          | 2008       | 1      |
| EGY            | فاكر ولا لأ؟ (Faker wella la?)                        | Amir Karara                        | ERT 2 và NTN                 | 2009       | 1      |
| FRA            | N'oubliez pas les paroles!                            | Nagui                              | France 2                     | 2007       | 1      |
| Greece         | Δεν εχω λογια (Den echo logia)                        | Giorgos Kapoutzidis                | Mega Channel                 | 2015       | 1      |
| Hungary        | Popdaráló                                             | Kovács Áron                        | TV2                          | 2008       | 1      |
| India          | Bol Baby Bol                                          | Adnan Sami                         | Life OK                      | 2007-2008  | 2      |
| Indonesia      | Missing Lyrics                                        | Irgi Ahmad Fahrezi                 | Trans TV                     |            |        |
| Iran           | شعر یادت نره (Sher yadet nare)                        | Omid Khalili Tajrishi              | Manoto 1                     | 2012       | 1      |
| Israel         | Sing it                                               | Asi Azar                           | Channel 2                    |            |        |
| Italy          | Canta e Vinci                                         | Amadeus and Checco Zalone          | Italia 1                     | 2007–2008  | 2      |
| Malaysia       | Jangan Lupa Lirik!                                    | Aznil Nawawi                       | Astro Ria                    | 2008       | 1      |
| Mexico         | ¿Te la sabes? Cántala                                 | Chuck Pereda                       | Azteca 7                     | 2007       | 1      |
| Montenegro     | Prave riječi                                          | Nikola Đuričko                     | TV Vijesti                   | 2012       | 1      |
| New Zealand    | Don't Forget the Lyrics!                              |                                    | Television New Zealand       |            |        |
| Nigeria        | Don't Forget the Lyrics (Nigeria)                     | Kamal Salau                        | All Major stations (Nigeria) | 2008       | 1      |
| Norway         | Kan du teksten?                                       | Tshawe Baqwa và Yosef Wolde-Mariam | TV2                          | 2008       | 1      |
| Poland         | Tak to leciało!                                       | Maciej Miecznikowski               | TVP2                         | 2008–2012  | 9      |
| Portugal       | Não te Esqueças da Letra!                             | João Paulo Rodrigues               | RTP1                         | 2021-nay   | 1      |
| Russia         | Из песни слов не выкинешь (Iz Pesni Slov Ne Vykinesh) | Vyacheslav Manucharov              | NTV                          | 2013       | 1      |
| Singapore      | Don't Forget the Lyrics!                              | Gurmit Singh Adrian Pang           | MediaCorp Channel 5          | 2008       | 1      |
| Singapore      | 我要唱下去                                            | Zeng Guo Cheng                     | MediaCorp Channel 8          | 2009       | 1      |
| Singapore      | 我要唱下去 (名人版)                                   | Mark Lee                           | MediaCorp Channel 8          | 2010       | 1      |
| Slovakia       | LYRICS - Vyspievaj si milión!                         | Andrej Bičan                       | TV JOJ                       | 2008       | 1      |
| Spain          | ¡No te olvides de la canción!                         | Àngel Llàcer                       | La Sexta                     | 2008       | 1      |
| Đài Loan       | 百萬大歌星 Million Singer                             | Harlem Yu                          | TTV                          | 2008–2012  | 5      |
| Tunisia        | لسه فاكر' (Lessa faker)                               | Sami Fehri                         | El Hiwar El Tounsi           | 2015       | 1      |
| United Kingdom | Don't Forget the Lyrics!                              | Shane Richie                       | Sky1                         | 2008       | 1      |
| USA            | Don't Forget the Lyrics!                              | Wayne Brady (2007–2009)            | FOX                          | 2007       | 1      |
| USA            | Don't Forget the Lyrics!                              | Niecy Nash                         | FOX                          | 2022       | 1      |
| USA            | Don't Forget the Lyrics!                              | Mark McGrath (2010–2011)           | Syndication                  | 2010       | 1      |
| Việt Nam       | Trò Chơi Âm Nhạc – Don't Forget the Lyrics            | Nguyên Khang Quốc Minh             | VTV3                         | 2012-2015  | 3      |